# Lipidová dvouvrstva

Animace lipidové dvouvrstvy

Lipidová dvouvrstva (dvojitá lipidová vrstva, fosfolipidová dvojvrstva) je tenká polární biomembrána tvořená dvěma vrstvami lipidových molekul. Lipidy jsou v ní uspořádány do specifické struktury, která vytváří souvislou bariéru kolem všech buněk a většiny jejich organel. Buněčné membrány téměř všech organismů a mnoha virů jsou tvořeny lipidovou dvouvrstvou, stejně jako jaderná membrána obklopující buněčné jádro a membrány organel vázaných na membránu v buňce. Lipidové dvouvrstvy jsou tak základním stavebním prvkem všech buněčných membrán a jsou podstatou jejich unikátních vlastností, které jsou nesmírně významné pro samotnou existenci života.
Lipidová dvovrstva se skládá z amfifilních lipidů, které mají na jedné straně hydrofilní a na druhé hydrofobní charakter. V polárním rozpouštědle se vytvoří dvojitá vrstva, ve které hydrofobní část směřuje dovnitř a hydrofilní část ven. V nepolárním rozpouštědle je poloha konců obrácena (inverzní lipidová dvouvrstva).
Lipidová dvouvrstva je bariéra, která udržuje molekuly a ionty uvnitř nebo vně buňky. Je nepropustná pro většinu ve vodě rozpustných (hydrofilních) molekul, což buňkám umožňuje regulovat koncentrace solí a pH. Transport většiny molekul přes  membránu je umožněn v ní zabudovanými proteiny, které se nazývají iontové pumpy nebo kanály.
Lipidovou dvouvrstvu jako hlavní složku biologických membrán poprvé popsali v roce 1925 Evert Gorter a François Grendel.

## Struktura dvouvrstvy

Schéma lipidové dvouvrstvy: modrá plně hydratovaná oblast (fully hydrated) s hydrofilními fosfátovými hlavami (lipid head), zelená plně dehydratovaná oblast (fully dehydrated) s hydrofobními ocasy (lipid tail).

Lipidová dvouvrstva se skládá ze dvou vrstev lipidů (zjednodušeně tuků), převážně fosfolipidů. Tyto fosfolipidy jsou amfifilní, neboť mají hydrofilní fosfátovou hlavu (fosfáty, zbytky kyseliny fosforečné) a hydrofobní ocas (dva řetězce mastných kyselin). Ve dvouvrstvě jsou dovnitř obrácené hydrofobní části a hydrofilní části jsou směrovány napovrch.
Lipidová dvouvrstva tvoří membránu, která je polopropustná (semipermeabilní membrána, biologická membrána). To znamená, že umožňuje propouštět dovnitř a ven z buňky jen některé látky. Volný přístup skrz membránu má v podstatě jen voda a jiné nepolární a malé molekuly. Transport ostatních látek zajišťují zakomponované bílkoviny (pumpy a kanály).

## Vlastnosti dvouvrstvy

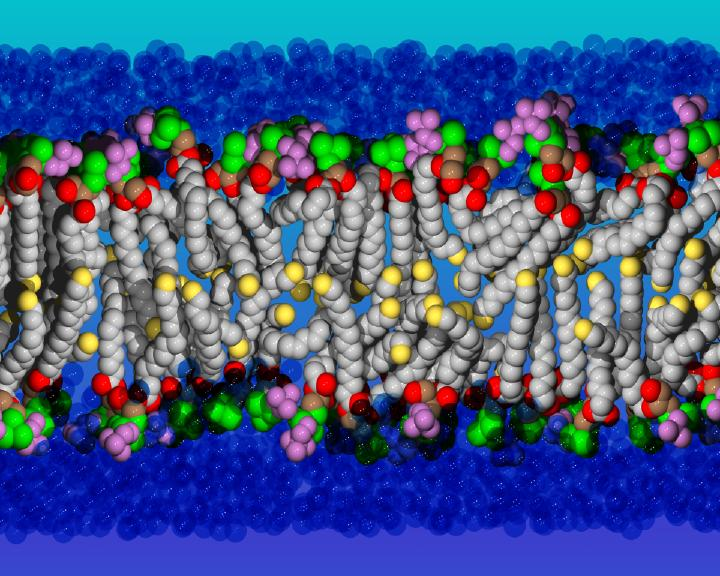
Kuličkový model lipidové dvouvrstvy: plně hydratovaná oblast s hydrofilními fosfátovými hlavami na horním i dolním povrchu, plně dehydratovaná oblast s hydrofobními ocasy uvnitř. Barva kuliček odpovídá těmto molekulám nebo iontům: PO_{4} = zelená, N(CH_{3})_{3} = fialová, H_{2}O = modrá, koncový methyl = žlutá, O = červená, glykolový C = hnědá, C v řetězci = bílošedá

Charakteristickou vlastností lipidové dvouvrstvy je její tekutost. Konzistence při běžných teplotách je pevný gelový fázový stav, při vyšších teplotách může mít až tekutý stav. Tekutost lipidové dvouvrstvy ovlivňuje mechanické vlastnosti membrány, které způsobují její odolnost proti protahování a ohýbání.
Tento jev se nazývá fluidní mozaika, kterou si můžeme představit jako neustálé posunování jednotlivých molekul uvnitř jedné vrstvy. Tyto molekuly nemohou dvouvrstvu opustit, ale mohou v ní vykonávat volný pohyb. Tento pohyb mohou zvyšovat enzymy flipázy.

## Transport přes dvouvrstvu
Membránový transport přes lipidovou dvouvrstvu se dělí podle směru na endocytózu (dovnitř buňky), exocytózu (ven z buňky) a transcytózu (oběma směry). Společně tvoří systém buněčného vezikulárního transportu.
Membránový transport podle spotřeby energie se dělí na jednoduchou difúzi, pasivní transport a nejsložitější aktivní transport.

## Membránové proteiny
Prostup jednotlivých látek přes lipidovou dvouvrstvu je zajišťován membránovými transportními proteiny. Některé jsou schopné přenášet velké množství příbuzných látek, zatímco jiné jsou úzce specializované jen na jednu konkrétní molekulu.
- Pór je membránový protein, který umožňuje nespecifický transport různě velkých rozpuštěných látek:
- Kanál je membránový protein, který umožňuje transport určitého typu molekul po jejich koncentračním nebo elektrickém gradientu. Mnohé kanály jsou schopné se otevírat a zavírat na základě určitého signálu z nitra nebo z okolí buňky.

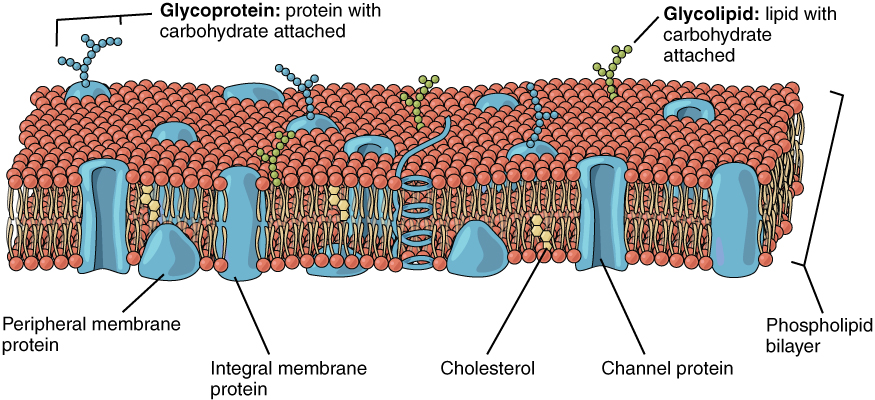
Model membránové lipidové dvouvrstvy s membránovými proteiny a dalšími sloučeninami.